# Fudbalski Klub Zeta Golubovci
El Fudbalski klub Zeta Golubovci (en español: Fútbol Club Zeta Golubovci) es un club de fútbol de Golubovci, un barrio de la ciudad de Podgorica, en Montenegro. Fue fundado en 1927 y juega en la Tercera División de Montenegro.

## Historia
El club fue fundado en 1927 con el nombre de FK Danica. En 1945 se renombró a FK Napredak y en 1955 pasó a llamarse FK Zeta.
En la temporada 2004/05, el FK Zeta quedó tercero en la Primera División de Serbia y Montenegro por detrás del Estrella Roja Belgrado y del FK Partizan Belgrado, por lo que jugó la Copa de la UEFA, de la que quedó eliminado en las primeras rondas.
En la temporada 2006/07, tras la creación de la Liga de Montenegro, logró el campeonato liguero.
En la temporada 2012/13 perdió aplastantemente contra el PSV Eindhoven en un resultado de 14-0 que fue la peor derrota del equipo en competiciones europeas.

## Uniforme
- Uniforme titular: Camiseta azul, pantalón azul, medias azules.
- Uniforme alternativo: Camiseta blanca, pantalón blanco, medias blancas.

## Palmarés

### Torneos nacionales
- Primera División (1): 2006-07.
- Segunda Liga de Yugoslavia (1): 1999-2000
- Liga de la República de Montenegro (1): 1997-98
- Copa de la República de Montenegro (2): 1998-99, 1999-2000

## Participación en competiciones de la UEFA
| Temporada | Torneo                | Ronda            | Club                 | Ida          | Vuelta       | Global       |  |
| --------- | --------------------- | ---------------- | -------------------- | ------------ | ------------ | ------------ |  |
| 2005-06   | UEFA Cup              | Clasificatoria 2 | Široki Brijeg        | 0-1,         | 1-4          | 2-5          |  |
| 2007-08   | UEFA Champions League | Clasificatoria 1 | FBK Kaunas           | 3–1          | 2–3          | 5–4          |  |
| 2007-08   | UEFA Champions League | Clasificatoria 2 | Rangers              | 0–2          | 0–1          | 0–3          |  |
|           |                       |                  |                      |              |              |              |  |
| 2008-09   | UEFA Cup              | Clasificatoria 1 | Interblock Ljubljana | 1–1          | 0–1          | 1–2          |  |
|           |                       |                  |                      |              |              |              |  |
| 2010-11   | UEFA Europa League    | Clasificatoria 1 | FC Dacia Chişinău    | 1–1          | 0–0          | 1–1 (a)      |  |
|           |                       |                  |                      |              |              |              |  |
| 2011-12   | UEFA Europa League    | Clasificatoria 1 | FC Spartak Trnava    | 0–3          | 2–1          | 2–4          |  |
|           |                       |                  |                      |              |              |              |  |
| 2012-13   | UEFA Europa League    | Clasificatoria 1 | Pyunik Yerevan       | 3–0          | 1–2          | 4–2          |  |
| 2012-13   | UEFA Europa League    | Clasificatoria 2 | JJK                  | 2–3          | 1–0          | 3–3 (a)      |  |
| 2012-13   | UEFA Europa League    | Clasificatoria 3 | FK Sarajevo          | 1–2          | 1–0          | 2–2 (a)      |  |
| 2012-13   | UEFA Europa League    | Play-off         | PSV                  | 0–5          | 0–9          | 0–14         |  |
|           |                       |                  |                      |              |              |              |  |
| 2017-18   | UEFA Europa League    | Clasificatoria 1 | Zeljeznicar          | 2-2          | 0–1          | 2-3          |  |
|           |                       |                  |                      |              |              |              |  |
| 2019-20   | UEFA Europa League    | Clasificatoria 1 | Videoton             | 1–5          | 0–0          | 1–5          |  |
|           |                       |                  |                      |              |              |              |  |
| 2020-21   | UEFA Europa League    | Ronda Preliminar | Engordany            | 3–1 (Visita) | 3–1 (Visita) | 3–1 (Visita) |  |
| 2020-21   | UEFA Europa League    | Clasificatoria 1 | Progrès Niedercorn   | 0–3 (Visita) | 0–3 (Visita) | 0–3 (Visita) |  |